# Tinian

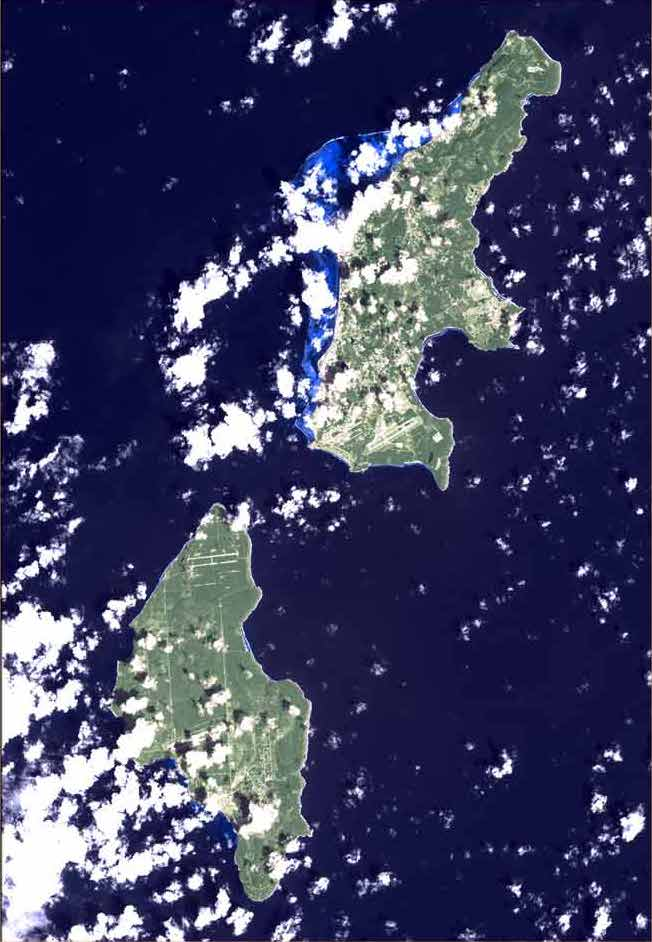
Műholdfelvétel Tinianról (lent) és Saipanról – északon látható a repülőtér, melyről a Japán elleni két atomtámadás végrehajtására elstartoltak a B-29-es bombázók

Tinian egy sziget a Csendes-óceán nyugati részén. Saipan és Rota mellett az Északi-Mariana-szigetek három nagyobb tagja közül az egyik. A sziget spanyol, német, japán, majd amerikai fennhatóság alá került. Jelenleg az Egyesült Államok egyik külbirtokának részét képezi.

## Földrajza
Tinian nyolc kilométerre található délnyugatra Saipantól, a szigetcsoport legnagyobb tagjától, és 130 km-re északra Guamtól. A területe 101,01 km², jórészt lapos, sok zöld felülettel és strandokkal. A legmagasabb pontja a keleti felén lévő Mount Lasso a 171 méteres magasságával. Tőle 9 km-re délnyugatra található a lakatlan Aguijan sziget.

## Népesség
2000-ben a sziget lakossága 3540 fő volt, ami az Északi-Mariana-szigetek lakosságának 5%-át jelenti. A lakosság többségét – mintegy 75%-át – a chamarrók és a Karolina-szigetek más etnikai csoportjai teszik ki. Rajtuk kívül kisebbséget képezve jelen vannak kelet-ázsiai és európai gyökerű emberek is. A szigeten beszélik a chamarro, az angol és a japán nyelveket. A helyiek vallása többnyire a római katolikus tanok által befolyásolt etnikai vallás.
A helyi kultúra a chamarro-kultúra, a 200 évig jelen lévő spanyol kultúra és a japán kultúra keveréke. A spanyol befolyás nem csak a római katolikus vallás jelenlétében mutatkozik meg, hanem a csa-csa-csa-táncban is, amit itt egy kissé eltérő módon adnak elő. A japán hatás a sintoista síremlékekben mutatkozik meg.

## Klíma
Tinian mind földrajzi, mind klimatikus szempontból a trópusi égövben fekszik (északi szélesség 15° 00'), ami azt jelenti, hogy az éves napszak szerinti hőingadozás nagyobb, mint az évszak szerinti. A napi legmagasabb értékek, melyeket Tinianon 12:00 és 16:00 között mérnek, december és március között 28 °C, az év többi részében pedig 29-30 °C. Éjjel egész évben ritkán van hűvösebb 25 °C-nál. Az esős évszak júliustól novemberig tart. A klíma egész évben fülledt, többnyire 80% feletti páratartalommal. A magas páratartalom és az intenzív napsütés miatt a szubjektív hőmérsékletérzet egész évben 4-8 °C-kal meghaladja a mért értéket. A Csendes-óceán vizének hőmérséklete Tiniannál 27-29 °C.
A sziget egész évben az északkeleti passzát hatásainak van kitéve, mely az európai tél idején főként északkeletről, míg az európai nyár idején főként keletről éri a szigetet. Az északkeleti passzát a Beaufort-skála szerinti 3-4-es erősségű szelet hoz magával. Ha azonban a több ezer km-re innen, az Aleut-szigeteknél lévő magas légnyomású terület képződik, akkor az Tinianon több napon át ennél erősebb szelet okozhat.
A nap a téli napfordulókor 11,5 órát, a nyári napfordulókor 13 órát van fent. A hajnal és az alkonyat az Egyenlítőhöz való közelség miatt rövidebb, mint Közép-Európában, mivel a nap délben csaknem merőlegesen süt és meredekebben emelkedik és bukik alá. Ez az átmeneti időszak 22-25 perc a Közép-Európában megszokott 32-45 perchez képest.

## Története

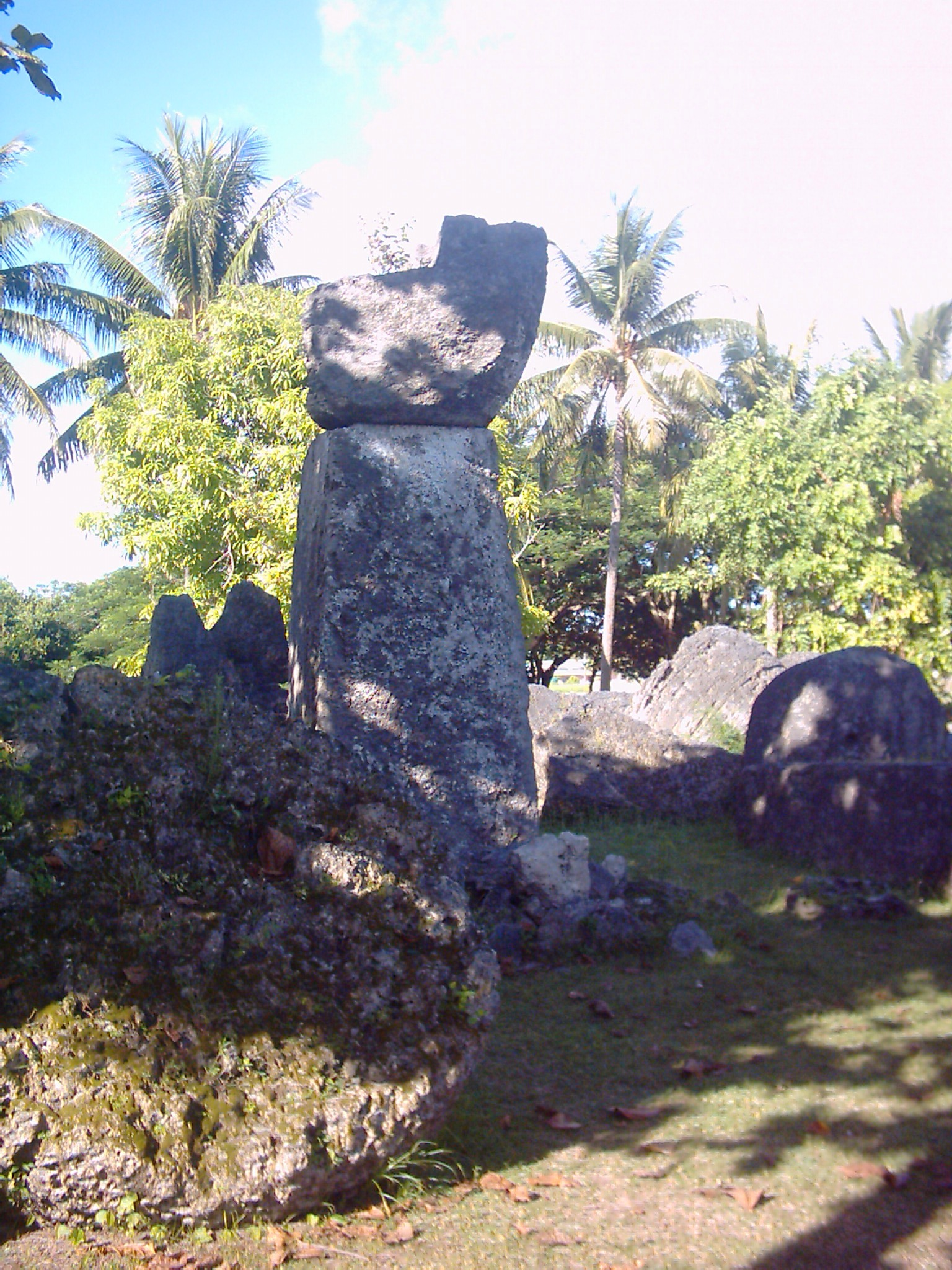
Taga király „kőpalotája“

Az emberi jelenlét nyomai több mint 4000 évvel ezelőttig nyúlnak vissza, mikor vélhetőleg melanéziaiak telepedtek meg a szigeten. E korai időszakról tanúskodnak a Latte Stones-nak nevezett kövek, melyek hasonlítanak a dél-csendes-óceáni térség más, kőből készült emlékműveire, például a mikronéziai Nan Madolra, a Palau szigetén lévő Megalith vagy a Húsvét-szigeten lévő Moaik. Tinian őslakosait chamarróknak hívják és Guamról származnak, ahova pedig előzőleg a maláj-indonéz térségből érkeztek.
A Latte Stones kövei kézzel készítettek és több tonna súlyúak, elérhetik a 6 méteres magasságot. Legalább egy részük nincs rendesen beágyazva a talajba, hanem csak azután szállították őket mostani helyükre, főként faluhelyekre, miután a kőfaragók elkészítették őket. A kutatók úgy tartják, hogy a kövek mozgatásához sem állatokat, sem szerszámokat nem használtak, hanem kizárólag emberi erővel mozgatták őket. A Latte Stones kövei arról is tanúskodnak, hogy a chamarrók kultúrája jól szervezett és termékeny volt.
A chamarrók legismertebb törzsi vezetője a mintegy 3000 évvel ezelőtt élt és Tinianon is székelő, Taga király volt. Az ő uralmáról tanúskodnak a „kőpalotájának” romjai, azaz egy hat méter magas kőszobor, egy öt méter átmérőjű Latte Stone. A nyolc szobor közül ez az egyetlen, mely megmaradt. Tinianon ezen felül van még egy partszakasz (Taga Beach) és egy charter repülőjárat (Taga Air), melyet őutána neveztek el.

### Spanyol uralom (1670–1898)
Miután a portugál felfedező hajós, Ferdinand Magellán a Karolina-szigetek térségén 1521-ben áthajózott, az 1668-ban érkező spanyolok délről északnak haladva megszállták a szigeteket, így először Guamot és végül Farallon de Pajarost vonták uralmuk alá. Tinian 1670-tól az európai hajósoknak, vagy a spanyol megbízásban álló tengerészeknek, angoloknak, hollandoknak, franciáknak szolgált élelemmel és vízzel felszerelve ellátóhelyként. Már ekkor létrejött a mind a mai napig meglévő összeköttetés az Északi-Mariana-szigetek és a Fülöp-szigetek között. Az 1898-ig tartó spanyol uralom alatt a chamarro őslakosok száma 40.000-ről 1400-ra csökkent. Ennek oka az európaiak által behurcolt betegségek mellett a területekért és a belőlük származó jövedelmek megszerzéséért folyó harc volt. A konfliktus fő időszaka mindjárt a spanyolok érkezése utáni időszak volt, mikor 50 éven belül az őslakosok 95%-a életét vesztette.
A túlélőket a spanyolok 1720-ban Guamra vitték át, ahol jobban ellenőrzés alatt tarthatták őket és könnyebb volt a hittérítésük. Sok chamorrót Mikronéziába, főként Pohnpei és Yap szigetére űztek el. Az idők során számos európai és őslakos közötti házasság köttetett Guamon, ami révén az ősi hagyományok és szokások beépültek a helyi keresztény kultúrába. A chamorrók ennek ellenére mind a mai napig megőrizték eredeti kultúrájuk egy részét, így például a nyelvüket.
Tinianon ezután a marha- és a sertéstenyésztés vált elsődlegessé és az innen származó húsárút Mexikóba, Dél-Amerika csendes-óceáni partvonalára vagy Ázsiába szállították.

### Német uralom (1899–1914)
A spanyol-amerikai háború után 1898-ban Tiniant a Mariana-szigetek több más tagjával együtt megszállta az Egyesült Államok és a spanyolok hamarosan (Guamot leszámítva) eladták őket Németországnak, mely a Német Új-Guinea gyarmatába tagozta be őket. A spanyolokhoz hasonlóan a szigetet a németek is gazdasági szempontból igyekeztek hasznosítani. A helyi birtokviszonyokhoz nem nyúltak, azok megmaradtak a korábbi spanyol és mesztic tulajdonosaiknál. A területét nem népesítették be és a chamarrók sem tértek vissza.

### A japán uralom (1914–1941)

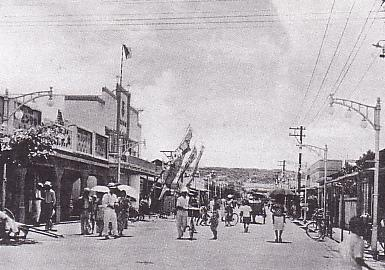
Tiniani utcakép a japán érában

Japán az első világháborúban brit felkérésre lépett be a Németország elleni háborúba és cserébe az Egyenlítőtől északra lévő német védnökség alatti területeket ígérték oda nekik. Így Tiniant is japán csapatok szállták meg.
1918-ban a Népszövetség Tiniant és más német mikronéziai területeket mandátumterületként adta oda Japánnak. Ez azonban Japánt nem gátolta abban, hogy a Mariana-szigetekre erős befolyást fejtsen ki és japán lakosokat telepítsen be. A japán uralom alatt több mint 14.000 kelet-ázsiai – főként koreaiak és japánok Okinawáról – érkezett Tinianra. A japánok igyekeztek a sziget természeti forrásait kiaknázni és a két világháború között Tinianon hozták létre a világ egyik legnagyobb cukornádültetvényét. Tíz év alatt teljesen a cukor előállítására rendeztek be az egész szigetet. A munkálatokhoz érkező nagy számú, városi élethez szokott lakos kiszolgálásához erőműveket telepítettek ide, kiépítették a vízműveket, az utcahálózatot, iskolák jöttek létre és ezzel együtt a kelet-ázsiai vallási közösségek is megtelepedtek, amivel Tinianból „várossziget” lett. A japán korszaknak a második világháborús vereség vetett véget.

### Tinian a második világháborúban

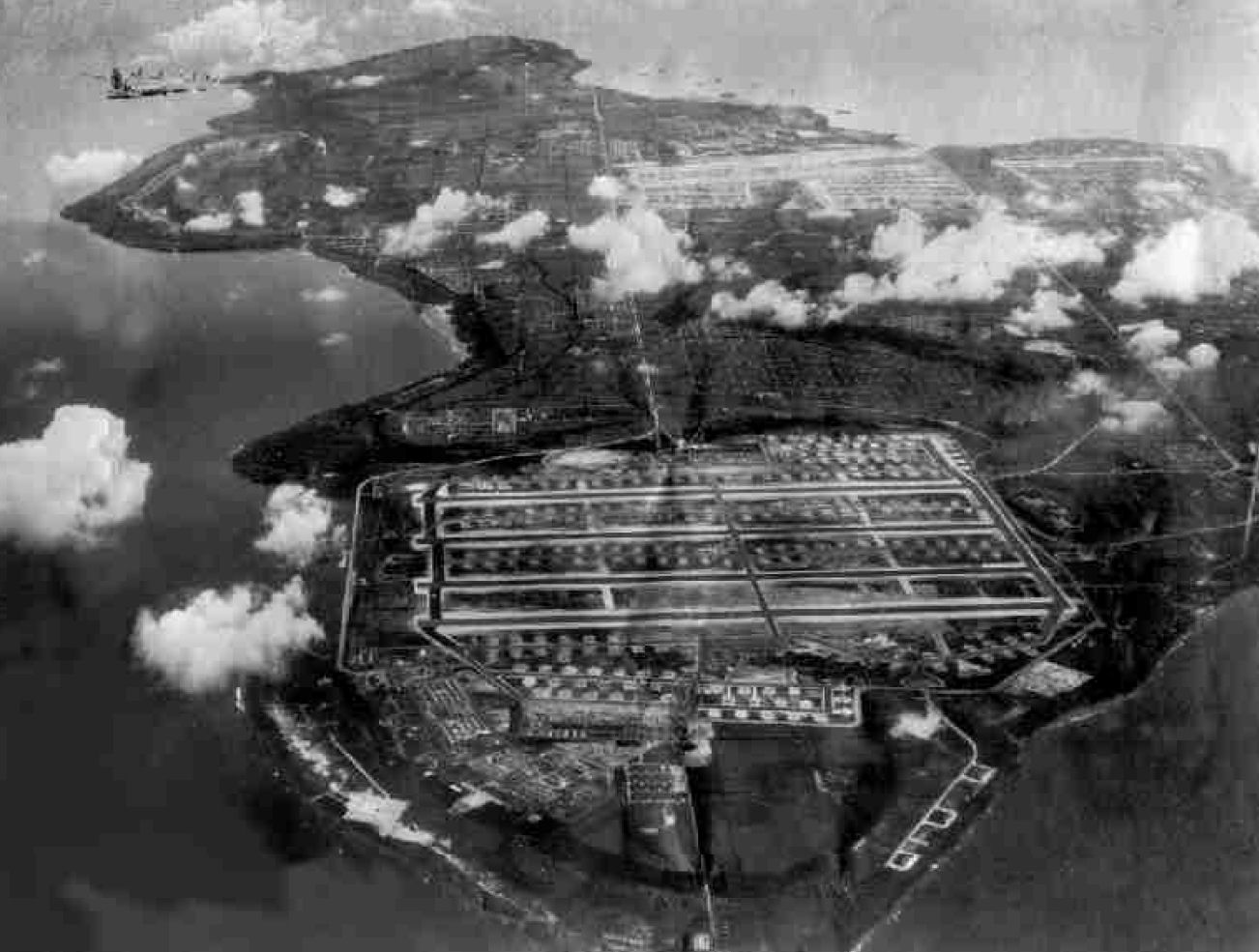
Tinian északról nézve – előtérben a North-Field, háttérben a West-Field

Az amerikaiak a Mariana szigetek elleni támadásukat 1944. június 15-én indították meg. A 8000 japán katona által védelmezett Tinianon a harcok július 6-án kezdődtek, miután az amerikaiak már elfoglalták Saipant. A tiniani csata gyors lefolyású volt, mivel a japán védművek dél felől érkező támadásra voltak összeállítva, viszont az amerikaiak északról, a már elfoglalt Saipan felől érkeztek kétéltű járművekkel. A koreai és japán lakosságot a háború végéig a sziget közepén felállított táborban (Camp „Churo“) internálták azzal az indoklással, hogy ne kelljen túl sok katonát a biztosításukra lekötni.
Tinian fontos stratégiai jelentőséggel bírt az amerikaiak számára. A B-29-es nagy hatótávolságú négymotoros bombázógépeikkel a kínai Csengtuból indulva Tokió ellen 3300 km távolságból végrehajtott terrorbombázások nem voltak kielégítőek, mert az utánpótlást légi úton a Himalája felett való átrepüléssel lehetett csak megoldani. Azonban a Mariana-szigetektől Japán már csak mintegy 2500 km-re volt. A Tinian-Tokió távolság mindössze 2350 km volt, így ez a sziget lett az egyik fő amerikai légitámaszpont a japán elleni bombatámadások során.
Még tartottak a harcok a szigeten, mikor az amerikaiak hozzáláttak egy gigantikus légitámaszpont kiépítésének. A japán repülőteret kijavították és egy újabb kifutópályával egészítették ki. Ennek egyes részei a mai nemzetközi repülőtérhez (Tinian International Airport) tartoznak. Hasonlóan jártak el a szomszédos Saipanon, ahol a reptereket szintén felkészítették a B-29-esek telepítésére és itt állomásoztak vadász- és éjszakai vadász egységek is.
Az amerikai haditengerészet kötelékébe tartozó műszaki ezred a sziget északi részén a háború egyik legnagyobb légitámaszpontját építette ki. A munkálatok végeztével négy párhuzamos, 2500 m hosszúságú fel- és leszállópályával rendelkezett és ezzel a tiniani lett a világ legnagyobb reptere. Innen szállt fel 1945. augusztus 6-án az Enola Gay nevű B-29-es bombázó, hogy az első háborús körülmények között alkalmazott atombombát ledobja Hirosima városára. Három nappal később egy másik bombázógép szintén innen indulva dobott atombombát Nagaszakira. Augusztus 14-én Saipanról, Tinianról és Guamról indult még egy utolsó nagy terrortámadás Japán ellen 800 bombázó bevetésével. E napon rendelte el Hirohitó császár Japán kapitulációját. Mire a háború véget ért, az amerikai légierő létesítményei már a sziget teljes területének kétharmadát elfoglalták.

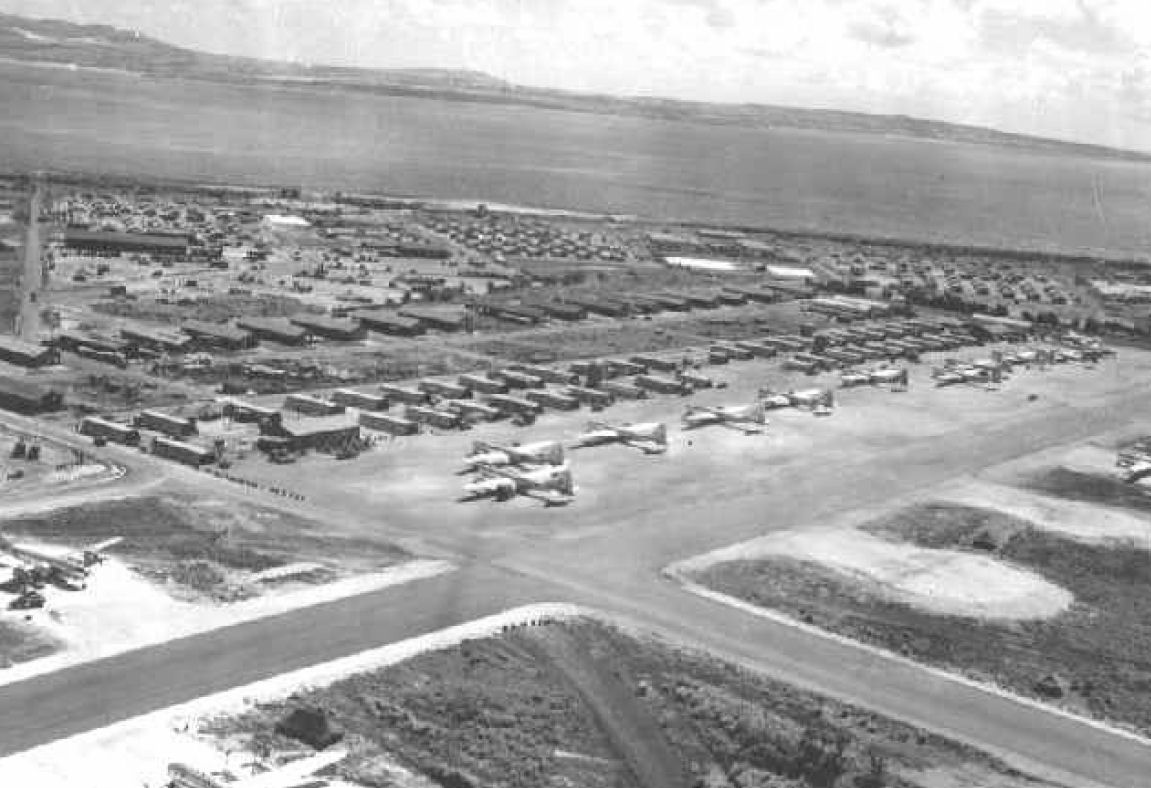
A West Field repülőtér 1945-ben B-29-es bombázókkal
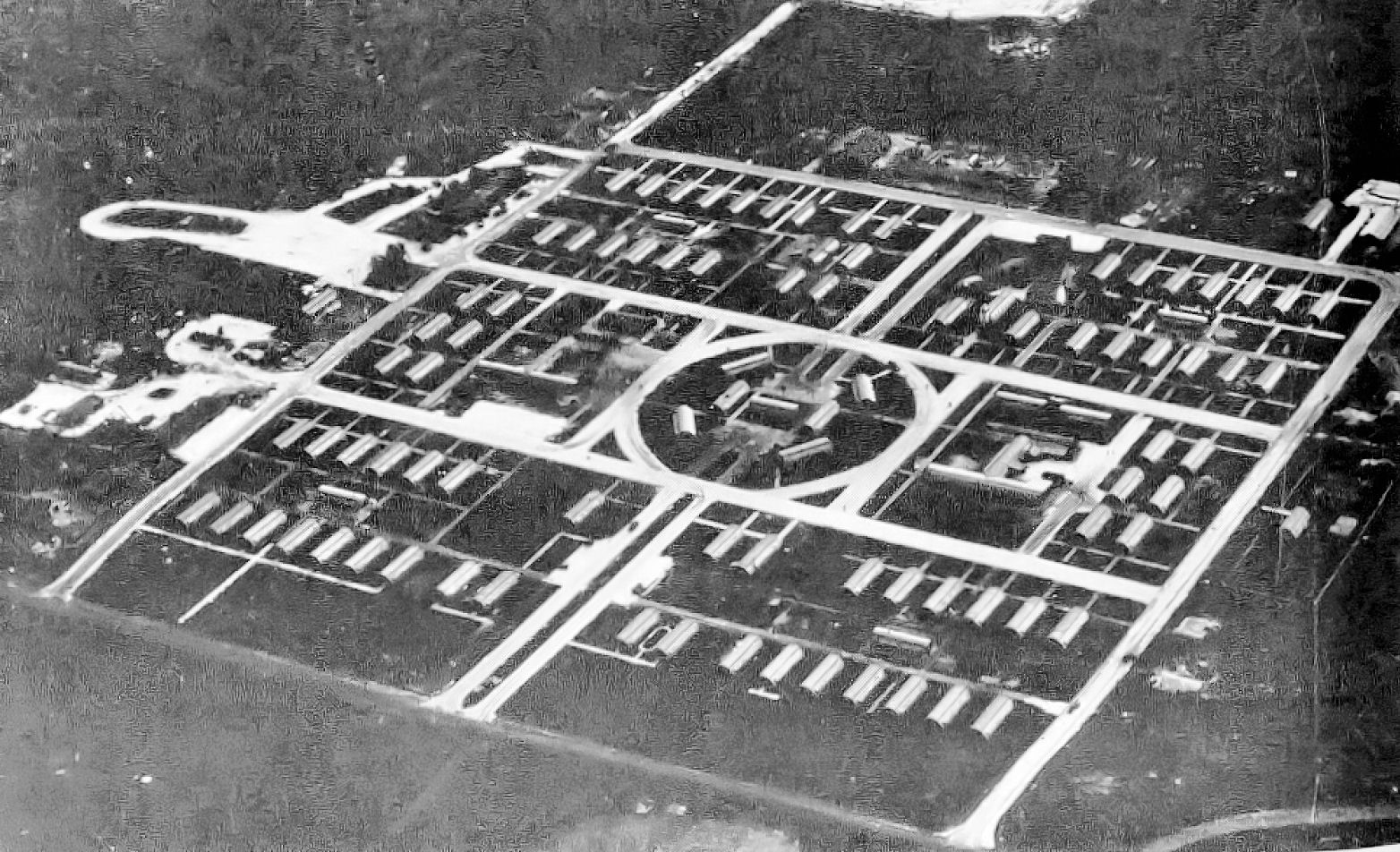
A West-Field lakókörlete
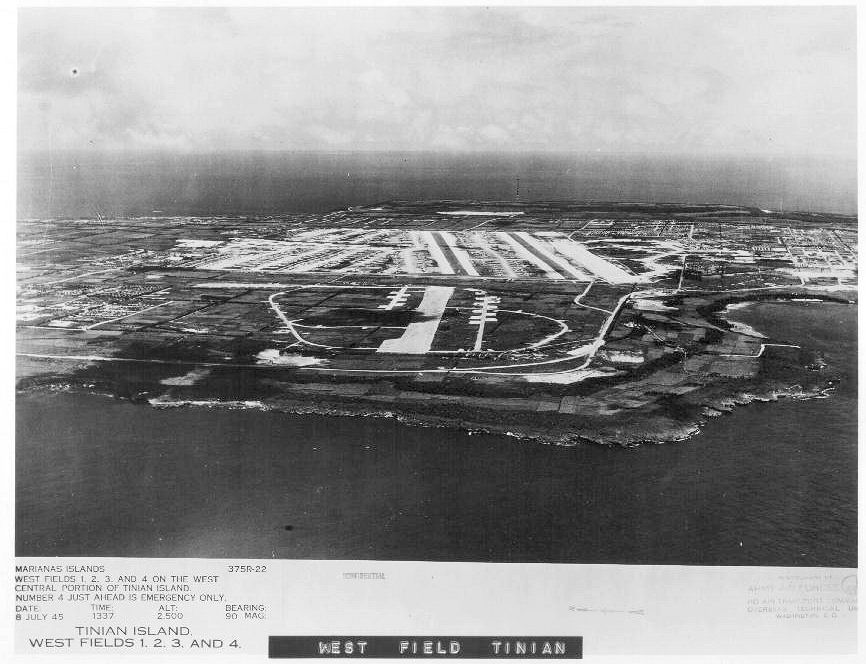
A West Field is négy kifutóval rendelkezett – két nagyobbal és két kisebbel
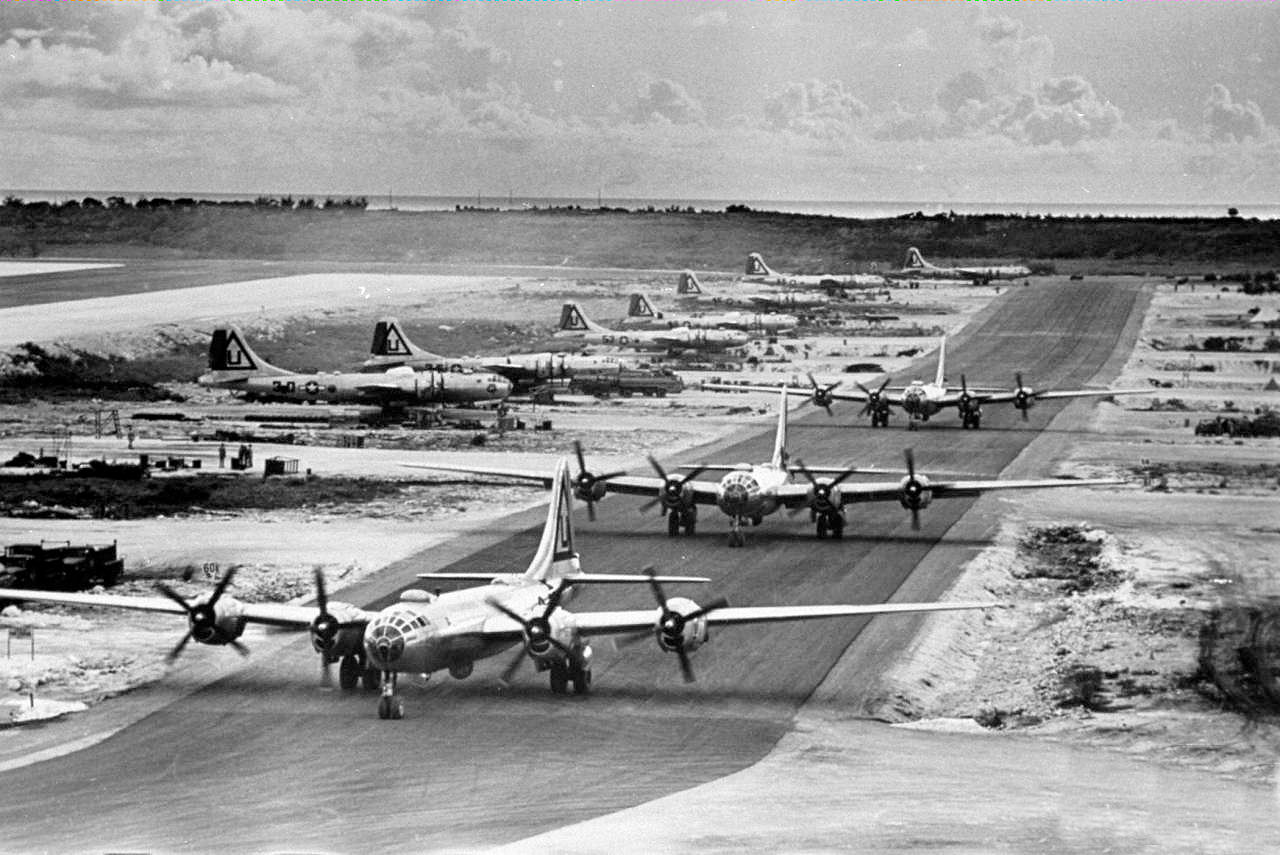
B-29-Superfortress bombázó a West Field reptéren, Tinian 1945
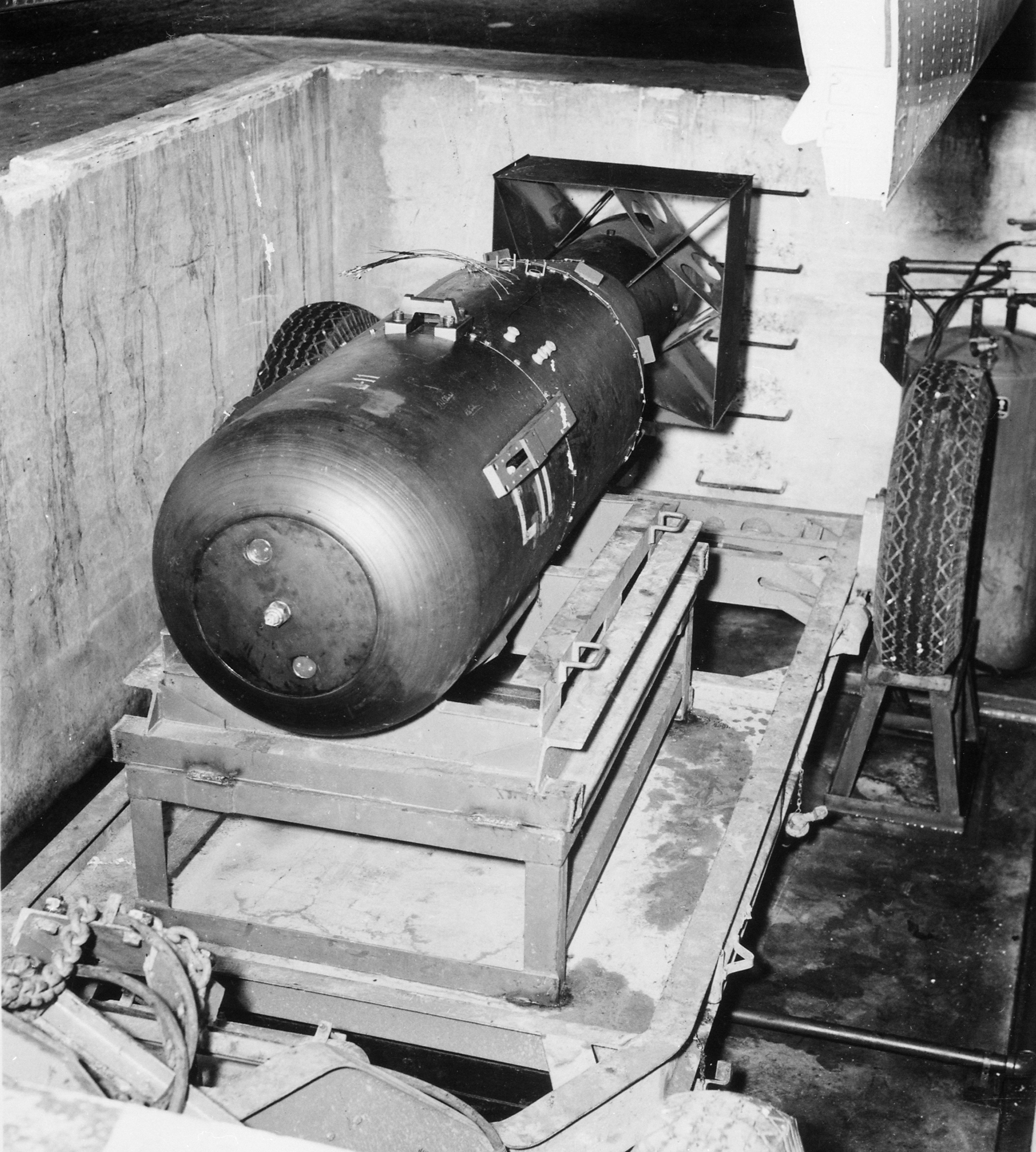
A Little Boy-nak nevezett atombomba a North Field reptéren
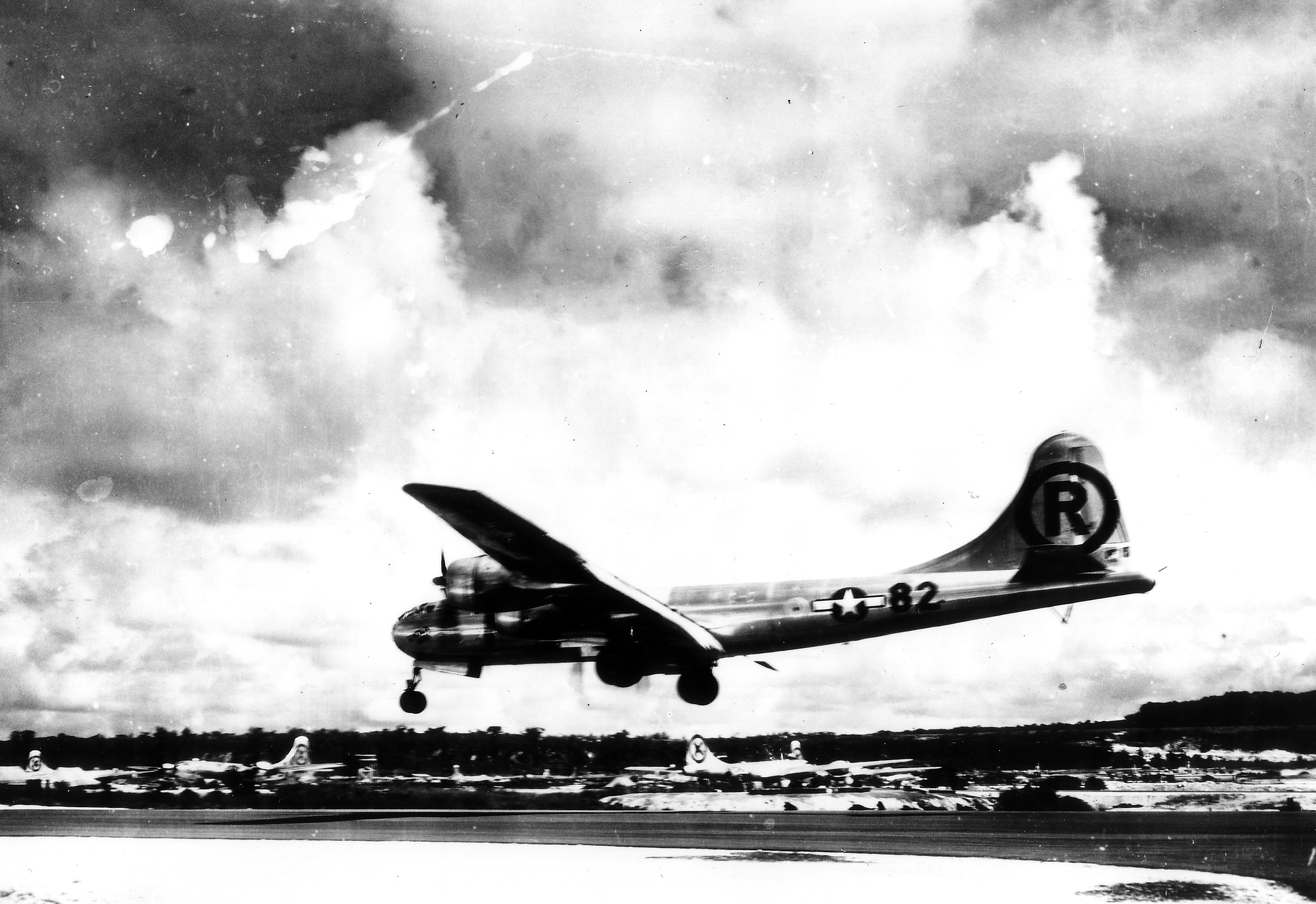
Az Enola Gay a „sikeres” bevetésről visszatérőben, 1945. augusztus 6.
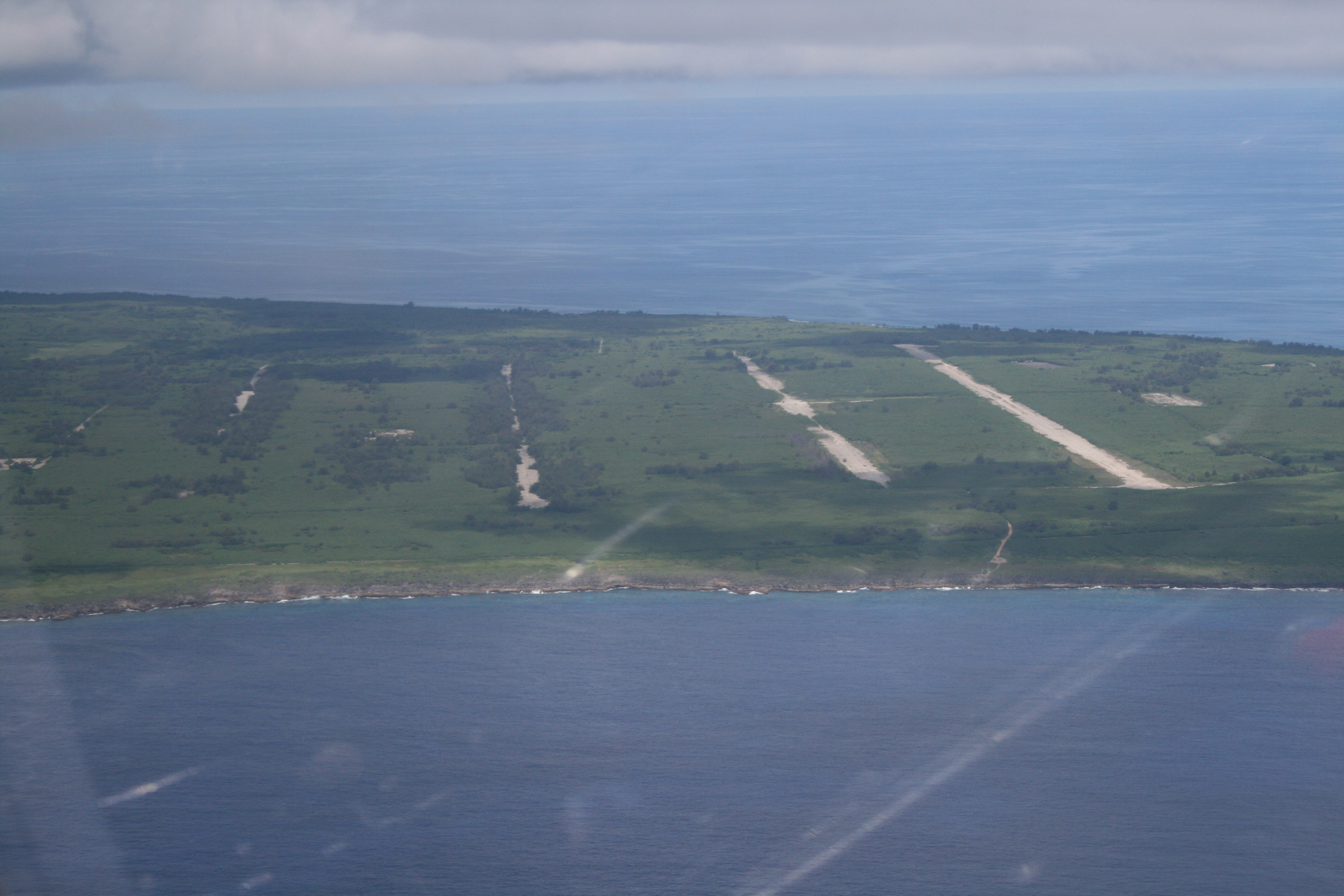
A North Field reptér 2008-ban
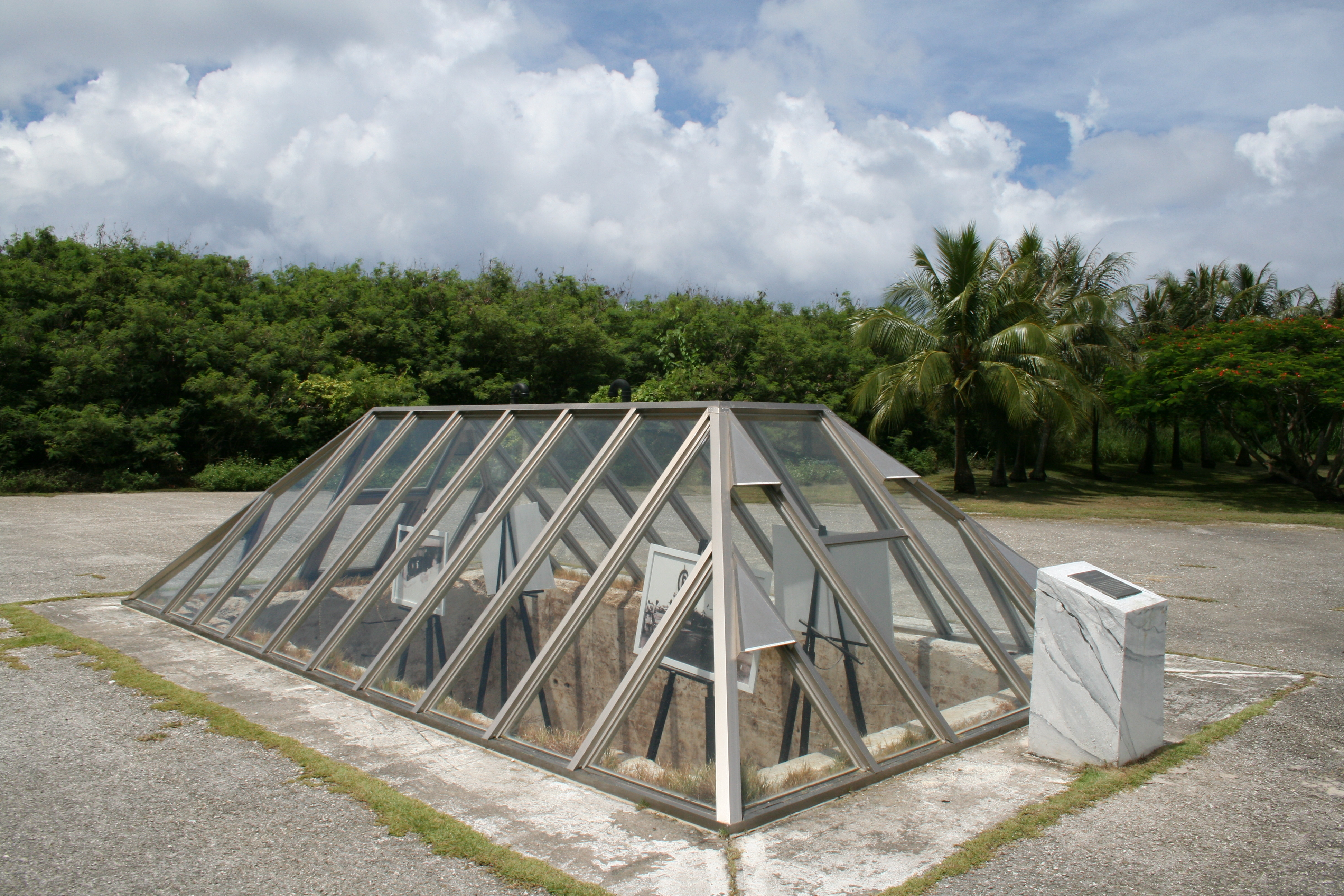
A Little Boy szerelő gödre (2008)

A támaszpont még mindig megvan Tinianon, de a jelentőségét már elveszítette. A négy kifutópálya közül már csak egy van használatban. A reptéren emlékplakátok jelölik a pontokat, ahol az atombombákkal felszerelték a két repülőgépet.

### A sziget kiürítse és a chamorrók 1946-os visszatérése
A háború után az amerikai hadsereg 10.000 katonát állomásoztatott a Mariana-szigeteken, közülük több ezret Tinianon. Az internáltan fogva tartott japán és koreai lakosokat kiutasították a szigetről. Az utolsó koreai 1946 tavaszán hagyta el a Tiniant, ezzel a sziget – leszámítva a megszálló katonaságot – elnéptelenedett. 1946-ban a sziget eredeti őslakosai, a chamarrók jelentkeztek a Yap szigetén lévő amerikai szerveknél azzal a kéréssel, hogy hadd térhessenek vissza a szigetükre. A Yapon lévő chamarró közösség mintegy 180 főt számlált, többségük részben spanyol, német vagy japán felmenőkkel is rendelkezett. 1946 közepén az amerikai adminisztráció hozzájárult a kérésük teljesítéséhez és a hadsereggel a sziget keleti felén felépítette San Jose falut. A chamarrók azonban nem itt szerették volna létrehozni a településüket, így az egészet áttelepítették délre. A falu „Tinian Town“ néven is ismert.

### Tinian 1946-tól napjainkig
Tiniant a második világháborút követően az Egyesült Államok előbb az ENSZ-szel együttműködve gyámsága alá vette, később pedig az egész mikronéziai régió az USA külbirtoka lett, miután a Mariana-szigetek lakossága nagyobb önállóságot követelt az ENSZ-től, majd az amerikai hadseregtől való gazdasági függés következtében az Egyesült Államokhoz való közeledés szolgálta az érdeküket.
Ugyanakkor Tinian mindmáig megmaradt önálló községnek, habár 1952 és 1962 között Saipan körzet (járás) alá tartozott. Tiniant ekkor azért rendelték Saipan alá, mert a haditengerészet itt tajvani antikommunistákat képezett ki a Kínai Népköztársaság elleni paramilitáns hadviselésre.
1972-ben a Mariana-szigetek és vele Tinian saját kérésre függetlenné váltak az USA mikronéziai külbirtokától. 1978-ban lépett életbe egy az Egyesült Államokkal kötött egyezmény, mely az újonnan létrehozott Északi-Mariana-szigetek Nemzetközösségének alkotmánya mellett szoros politikai kapcsolatokat biztosított az amerikaiakkal. Tinian államfője ettől kezdve az Amerikai Egyesült Államok elnöke, hivatalos fizetőeszköze pedig az amerikai dollár lett.
1990-ig Tinian és főleg Saipan a földrajzi helyzetüknek és az abból fakadó stratégiai jelentőségüknek köszönhetően a hidegháborúban kiemelkedő szereppel bírtak az amerikai fegyveres erők számára. Az USA hadserege ezt követően is jelen maradt, de már egyáltalán nem olyan mértékben, mint korábban. A hadi létesítmények egy részét csak időnként, főként hadgyakorlatok idején veszik igénybe. Ezek a hadgyakorlatok nagy fontosságúak a sziget számára, mivel jelentős pénzbevételi forrást biztosítanak. A sziget északi részén lévő létesítményeket időközben jórészt benőtte a gaz.
2018. október 24-én a Yutu tájfun áthaladt a szigeten és nagy pusztítást végzett. A sziget kikötője és reptere napokig bezárni kényszerült.

## Gazdaság
Tinian lakossága mindössze 3540 fő, a gazdasága ennek megfelelően kicsi. A gazdaság legnagyobb részét a turizmus teszi ki. Erre épül rá az autókölcsönzés és a szerencsejátékipar. A szerencsejátékok 1989 óta törvényileg megengedettek. Az ezutáni években a szerencsejátékipar volt a sziget legfőbb bevételi forrása, amit a sziget kaszinója termelt ki. A kaszinót is üzemeltető „Dynasty” luxushotel volt a sziget státuszszimbóluma, azonban 2015-2016-ban a „Dynasty” bezárta a hotelt és a kaszinót is.
A mezőgazdaság alárendelt szerepet játszik, de a vidéki területeken önellátás céljában folytatják.

## Infrastruktúra
A sziget kikötője hétfőtől péntekig napi négy-öt alkalommal indít katamaránkompokat Saipanra. Emellett van utcahálózata, mely északon és délen néhány szilárd burkolatú út mentén szerveződik. Az északi rész a hadsereg alá tartozik, így a déli rész képezi a sziget központját. E két részt két, a sziget belsejében észak-déli irányban futó út köti össze. A keletebbre lévő út hivatalosan főútnak (Highway) számít.
A sziget repterének kifutópályája 2800 m hosszú és a sziget központi részén található. A helyi érdekeltségű légitársaságok mellett két nagy nemzetközi légitársaság, a Continental Airlines és a Northwest Airlines (NWA) is indít ide járatokat. A reptérról hamar elérhető a turizmus célpontjának számító déli fele a szigetnek. Itt található a Star Marianas Air regionális légitársaság székhelye is.

## Turizmus

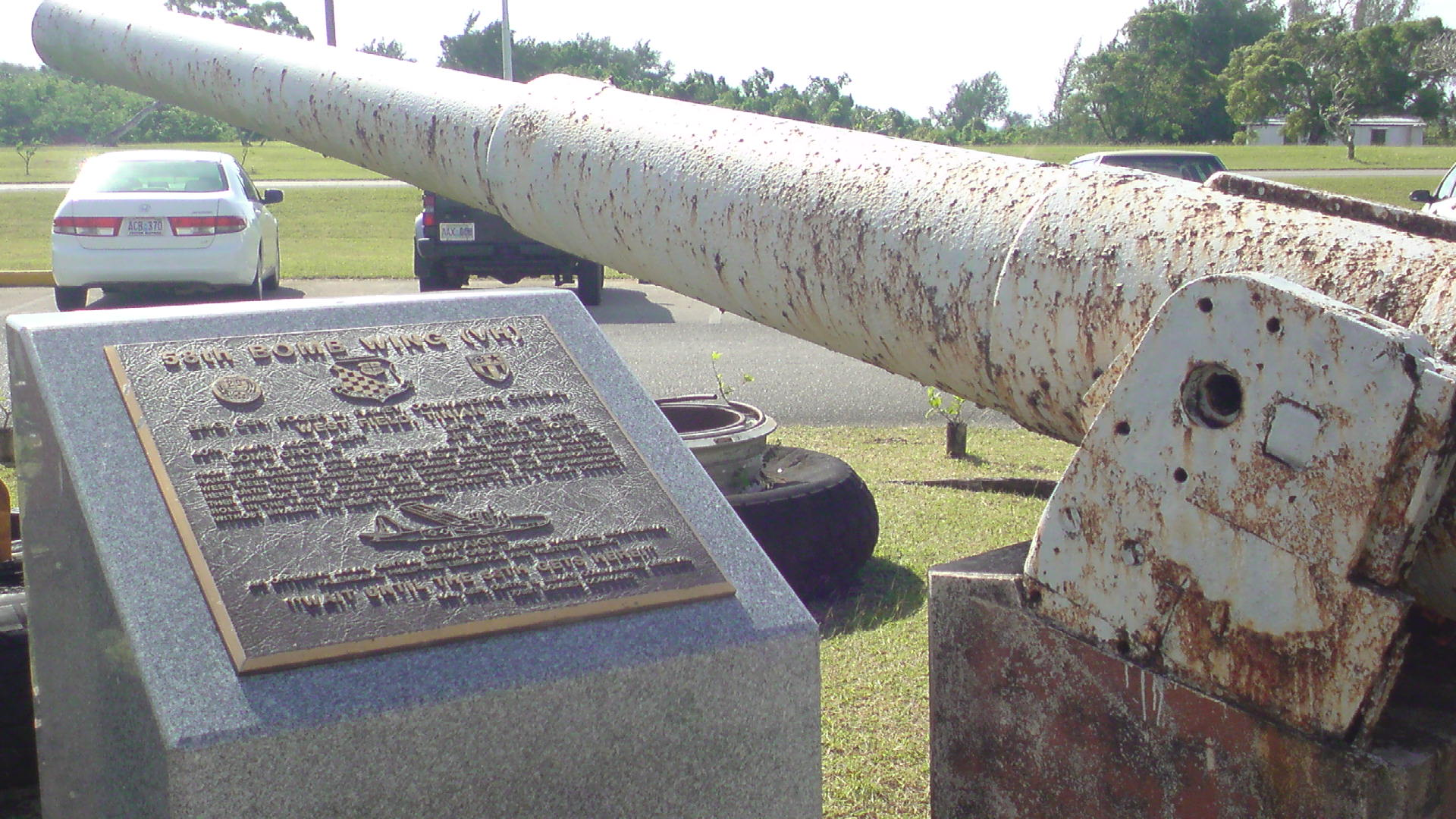
Kiállított második világháborús ágyú

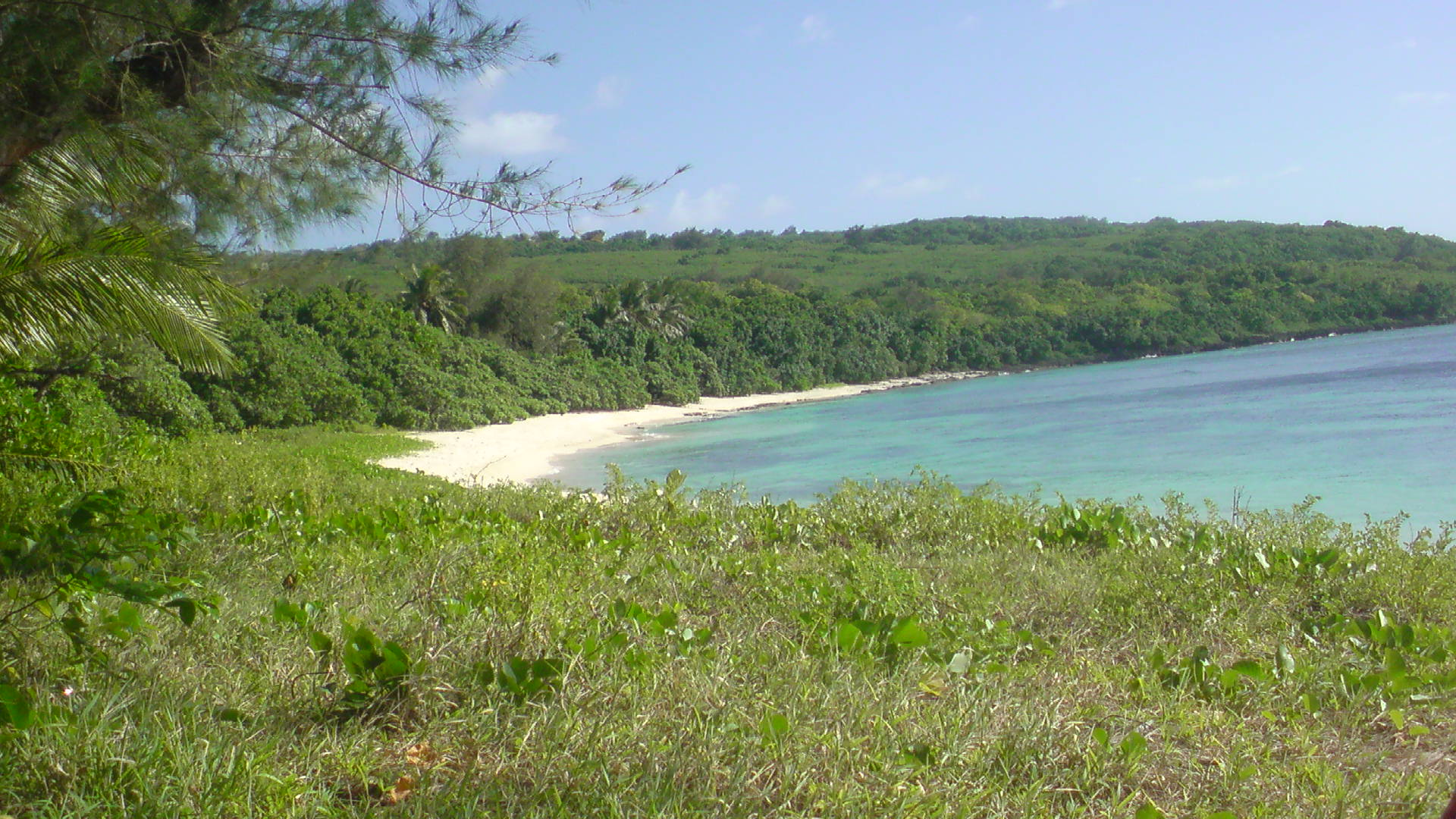
Tinian partvidéke

Míg a szomszédos Saipan pezsgő életűnek számít, addig Tinian megmaradt a nyugalom szigetének. A sziget addig számít turisztikai célpontnak, míg nemzetközi szintű hotelekkel rendelkezik. Mivel azonban nincs nyilvános tömegközlekedése (az iskolbuszokat leszámítva), a turisták a hotelek nyújtotta szolgáltatásokra vannak utalva. Ez a „Dynasty” hotel esetében a személyszállítást is magában foglalta, míg a kisebb hotelek közül vannak melyek nem nyújtanak semmi extra szolgáltatást. Emiatt Tinian lényegében csak kölcsönzött autóval, gyalog vagy vizi járművel fedezhető fel a turisták számára. A szigeten két benzinkút van, melyek az autókölcsönzőkkel, a (volt) kaszinóval és több üzlettel és étteremmel együtt a Taga Beach közelében találhatók. A turisztikai központnak számító San Jose azonban a Taga Beach-től valamivel északabbra található pár kisebb hotellel, étteremmel és bárral. A partok mellett természeti látványosságnak számít a „Blowhole” és a 171 méter magasságú Mount Lasso.

## Érdekesség
1953-ban egy kunyhóban találtak rá Murata Susumu japán katonára, aki ún. holdout-ként megmaradt a posztján a háború végét követően is. Arról nem volt tudomása, hogy a háború már nyolc évvel korábban véget ért.

## Fordítás
- Ez a szócikk részben vagy egészben  a   Tinian című német Wikipédia-szócikk ezen változatának fordításán alapul.  Az eredeti cikk szerkesztőit annak laptörténete sorolja fel. Ez a jelzés csupán a megfogalmazás eredetét és a szerzői jogokat jelzi, nem szolgál a cikkben szereplő információk forrásmegjelöléseként.

## Linkek
- Pascal Horst Lehne and Christoph Gäbler: Über die Marianen. Lehne-Verlag, Wohldorf, 1972